# Număr rectangular

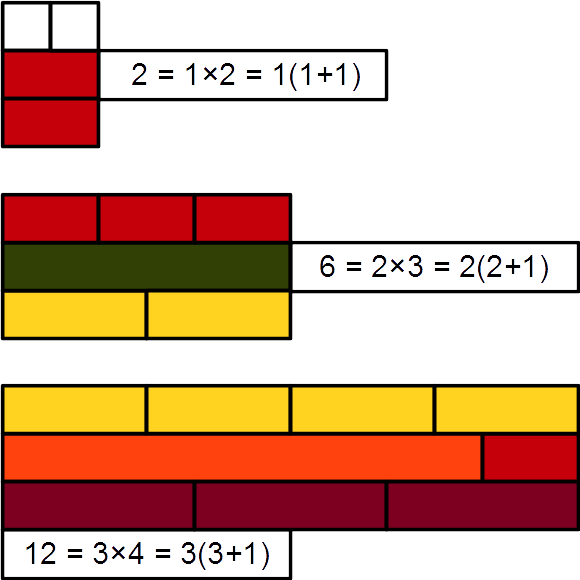
Numere rectangulare, demonstrație cu rigla Cuisenaire.

Un număr rectangular este egal cu produsul a două numere întregi consecutive. Numerele rectangulare sunt de forma {\displaystyle n(n+1)}. Studiul acestor numere datează din perioada lui Aristotel (în lucrarea sa Metafizica).
Primele numere rectangulare sunt 0, 2, 6, 12, 20, 30, 42, 56, 72, 90, 110, 132, 156, 182, 210, 240, 272, 306, 342, 380, 420, 462, 506.
Al {\displaystyle n}-lea număr rectangular este de două ori mai mare decât al {\displaystyle n}-lea număr triunghiular (care este de forma :{\displaystyle {\frac {n(n+1)}{2}}}).
Al {\displaystyle n}-lea număr rectangular este suma primelor {\displaystyle n} numere pare. De exemplu al 5-lea număr rectangular este 20, adică suma primelor 5 numere pare: 20 =0 + 2 + 4 + 6 + 8.
În engleză se mai numesc rectangular numbers,  pronic numbers, oblong numbers sau heteromecic numbers.
Pot fi vizualizate astfel:
| * · * | * · * · * · * · * · * | * · * · * · * · * · * · * · * · * · * · * · * | * · * · * · * · * · * · * · * · * · * · * · * · * · * · * · * · * · * · * · * |
| 1×2   | 2×3                   | 3×4                                           | 4×5                                                                           |